# Ranunculus dertropodius
Ranunculus dertropodius är en ranunkelväxtart som beskrevs av Ernst Gottlieb von Steudel och Achille Richard. Ranunculus dertropodius ingår i släktet ranunkler, och familjen ranunkelväxter. Inga underarter finns listade i Catalogue of Life.